# Верхній Вадічов
Горни Вадічов (словац. Horný Vadičov) — село, громада округу Кисуцьке Нове Место, Жилінський край. Кадастрова площа громади — 20,81 км².
Населення 1620 осіб (станом на 31 грудня 2018 року). Протікає Вадічовський потік.

## Історія
Горни Вадічов згадується 1386 року.

## Населення
| Рік:            | 1994. | 2004.   | 2014.   | 2024.   |
| --------------- | ----- | ------- | ------- | ------- |
| Кількість осіб: | 1509  | 1557    | 1633    | 1723    |
| Різниця:        |       | +3,18 % | +4,88 % | +5,51 % |

| Рік:            | 2023. | 2024.   |
| --------------- | ----- | ------- |
| Кількість осіб: | 1722  | 1723    |
| Різниця:        |       | +0,05 % |